# Сан-Педро-Гарса-Гарсия
Сан-Педро-Гарса-Гарсия (исп. San Pedro Garza García) — город и административный центр одноимённого муниципалитета в мексиканском штате Нуэво-Леон. Численность населения, по данным переписи 2010 года, составила 122 627 человек.

## История
Город основан в 1596 году.